# Coglais Communauté Marches de Bretagne
Die Coglais Communauté Marches de Bretagne ist ein ehemaliger französischer Gemeindeverband mit der Rechtsform einer Communauté de communes im Département Ille-et-Vilaine in der Region Bretagne. Der Gemeindeverband wurde am 31. Dezember 1992 gegründet und bestand aus elf Gemeinden. Der Verwaltungssitz befand sich im Ort Saint-Étienne-en-Coglès.

## Historische Entwicklung
Mit Wirkung vom 1. Januar 2017 fusionierte der Gemeindeverband mit der Antrain Communauté und bildete so die Nachfolgeorganisation Communauté de communes Couesnon Marches de Bretagne.

## Ehemalige Mitgliedsgemeinden
1. Baillé
2. Le Châtellier
3. Coglès
4. Montours
5. Saint-Brice-en-Coglès
6. Saint-Étienne-en-Coglès
7. Saint-Germain-en-Coglès
8. Saint-Hilaire-des-Landes
9. Saint-Marc-le-Blanc
10. La Selle-en-Coglès
11. Le Tiercent